# Deilanthe
Deilanthe là chi thực vật có hoa trong họ Aizoaceae.